# ITT Simón Bolívar
El ITT (International Title Tournament) Libertador Simón Bolívar fue el más grande torneo de ajedrez realizado en Venezuela hasta ahora. Se jugó en la ciudad de San Cristóbal, Estado Táchira y contó con la participación de  651 jugadores de 30 países diferentes, de los cuales 24 eran Grandes Maestros, 40 Maestros Internacionales y 36 Maestros FIDE.

## El torneo más grande de Venezuela
Este gran torneo se jugó desde el 25 al 30 de septiembre de 2012 y fue realizado por la Organización Ajedrez Vinotino en Sambil San Cristóbal. Al día de hoy sigue considerándose el torneo más grande de ajedrez realizado en América.
La inauguración del evento contó con la presencia artística del cantautor venezolano Pastor López. El torneo tuvo gran repercusión mediática en el ajedrez venezolano debido a la presencia de grandes jugadores de diferentes partes del mundo.

## Leontxo García en el ITT Libertador Simón Bolívar
El conocido periodista y comentarista de ajedrez, el español Leontxo García también estuvo presente en el evento, donde fungió como comentarista oficial del evento.
Leontxo además dictó una conferencia especial durante el desarrollo del evento en el salón VIP del centro de convenciones del Sambil San Cristóbal.

## Resultados de evento[2]
El torneo fue ganado por el experimentado GM Alexader Beliavsky quien sorprendió a todos con un alto nivel de juego, ya que para esa fecha tenía 58 años. Beliavsky compartió el podio empatado a puntos con el Gran Maestro Uruguayo Andrés Rodríguez. El GM venezolano Eduardo Iturrizaga quedó tercero en la tabla de posiciones, quien contabilizó 8/10 puntos.
- GM	Beliavsky Alexander G	| SLO	| 2609	| 8,5
- GM	Rodriguez Vila Andres	| URU	| 2531	| 8,5
- GM	Iturrizaga Eduardo	| VEN	| 2625	| 8,0
- GM	Kovalyov Anton	        | ARG	| 2598	| 8,0
- GM	Cordova Emilio	        | PER	| 2554	| 8,0
- GM	Ortiz Suárez Isan       | CUB	| 2576	| 8,0
- GM	Leitao Rafael	        | BRA	| 2623	| 8,0
- GM	Dobrov Vladimir	        | RUS	| 2481	| 8,0
- GM	Álvarez Pedraza Aramis	| CUB	| 2526	| 8,0
- GM	Rakhmanov Aleksandr	| RUS	| 2582	| 7,5
- GM	Vocaturo Daniele	| ITA	| 2542	| 7,5
- GM	Cori Jorge	        | PER	| 2505	| 7,5
- GM	Vazquez Igarza Renier	| ESP	| 2566	| 7,5
- GM	Almeida Quintana Omar	| CUB	| 2520	| 7,5
- IM	Mosquera Miguel	        | COL	| 2369	| 7,5
- FM	Martinez Romero Martin	| COL	| 2368	| 7,5
- IM	Molina Roberto Junio    | BRA	| 2402	| 7,5
- IM	Álvarez Marquez Johann	| VEN	| 2400	| 7,5
- FM	Ravelo Gil Eddy	        | CUB	| 2397	| 7,5
- IM	Rohl Juan               | VEN	| 2411  | 7,5